# بانزر-1
بانزر-1 (بالألمانية: Panzer I) هي دبابةٌ ألمانية خفيفة أنتجت في منتصف الثلاثينيات من القرن العشرين، جاء الاسم من العبارة الألمانية «بانزر كامبف فاجن 1» (بالألمانية: Panzerkampfwagen I) والتي تعني «مركبة قتال مدرعة 1»، ابتدأ تصميم دبابة البانزر-1 في سنة 1932 ليتم إنتاج الكمية الأولى في فبراير 1934، وبالرغم من أنها كانت معدة أساسا للتدريب وإدخال مفهوم الحرب المدرعة في الجيش الألماني إلا أن البانزر-1 خاضت العديد من المعارك مع الجيش الألماني في المراحل المختلفة من الحرب العالمية الثانية حيث شكلت نسبة كبيرة من دبابات الفيرماخت سواء في فرنسا أو بولندا أو الاتحاد السوفييتي أو حتى في شمال أفريقيا، وكان أول اختبار قتالي لدبابات البانزر-1 في إسبانيا حيث أُرسلت العديد من دبابات البانزر-1 إلى قوات الجنرال فرانكو خلال الحرب الأهلية الإسبانية.
وبالرغم من ذلك فإن أداء دبابات البانزر-1 القتالي كان محدودا في المواجهات العسكرية لأسباب ترجع إلى ضعف دروعها التي لم تتجاوز سماكتها عن 13 ملم في أقصى نقطة تدريع إضافة إلى محدودية تسليحها الذي أقتصر على رشاشين آليين طراز إم جي-13 عيار 7.92 ملم الأمر الذي قيد مهام دبابة البانزر-1 في أدوار مقاتلة المشاة أو أغراض التدريب إذ لم يكن باستطاعة دبابات البانزر-1 مواجهة أخف الدبابات السوفييتية في تلك الفترة كدبابة تي-26.
الفئة الأولى (الفئة A) أنتجت في بداية سنة 1934 لم يتجاوز وزنها عن 5.4 طن فيما بلغ طولها 4.02م بعرض 2.06م وتم تزويدها بمحرك 4 أسطوانات بقوة 59 حصان يعطي سرعة قصوى لدبابة بانزر-1 تصل إلى 50 كيلومتر بالساعة وقد بلغت الكمية المنتجة نحو 818 دبابة. أما الفئة الثانية (الفئة B) فقد أنتجت في أغسطس 1935 وقد تلافت العيوب التي واجهتها الفئة الأولى حيث جهزت الفئة الثانية بمحرك جديد ووسع الهيكل لتركيب المحرك كما بدلت علبة سرعة. زاد وزن هذه الفئة ليبلغ 6 طن كما زاد طولها 20 سم ليصبح 4,42 م أما باقي المواصفات فهي مماثلة للفئة الأولى فيما عدا المحرك الجديد ذو الست أسطوانات. إجمالي الكمية التي أنتجت من الفئة الثانية نحو 675 دبابة. أما الفئة الثالثة (الفئة C) والرابعة (الفئة F) فقد اختلف التصميم عن الفئات السابقة ولم تكن تشترك معها إلا بالاسم حيث جاء تصميم الفئة الثالثة بهيكل جديد وبرج جديد لتقوم بدور دبابة استطلاع خفيفة وانتج منها 40 دبابة فقط خلال عام 1942. أما الفئة الرابعة فصممت لتكون دبابة دعم لقوات المشاة أنتجت خلال عام 1942 وإجمالي الكمية المصنعة هي 30 دبابة.

## الخلفية التاريخية

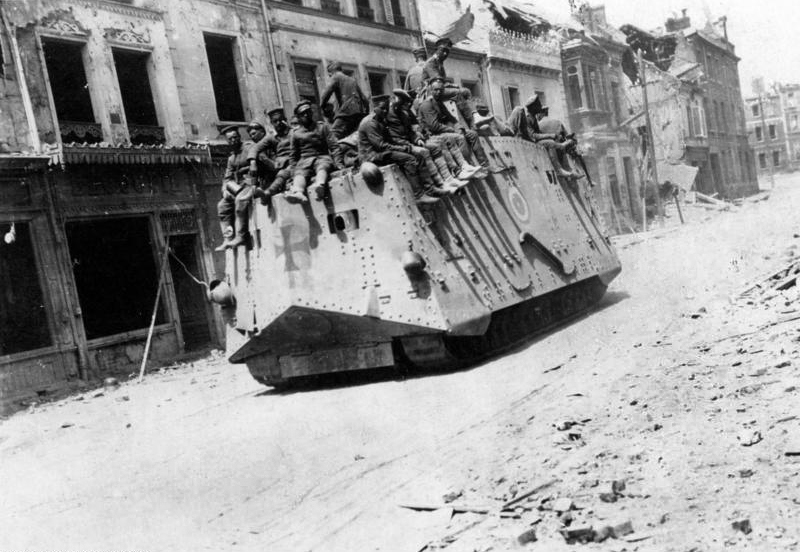
دبابة إيه7في في الجبهة الغربية خلال الحرب العالمية الأولى 1918

وقعت ألمانيا على معاهدة فرساي عام 1919 إثر هزيمتها في الحرب العالمية الأولى وقد نصت المعاهدة على منع تصميم أو تصنيع أو تطوير الدبابات في الجيش الألماني، ونصت الفقرة الرابعة والعشرين من المعاهدة على تغريم كل من يصنع مركبة مدرعة أو دبابة أو أي آلة شبيهة يمكن تحويلها للاستخدام العسكري مبلغ 100,000 مارك ألماني إضافة إلى الحبس لمدة لا تتجاوز الستة أشهر. وبالرغم من كل القيود التي فرضتها معاهدة فرساي على القدرات العسكرية لألمانيا فقد حاول الجيش الألماني تطوير التكتيكات والأستراتيجات المستقبلية لقواته بالاستفادة من دروس الحرب العالمية الأولى، كما شجعت الحكومة المصانع الألمانية بشكل سري على ايجاد تصميم هندسي للدبابات وتعاونت أيضا مع الاتحاد السوفييتي في هذا المجال. تواجد أيضا تعاون عسكري مع السويد تضمن استخلاص معلومات تقنية أثبتت فاعليتها في التصاميم الألمانية الأولى للدبابات.

## التطوير

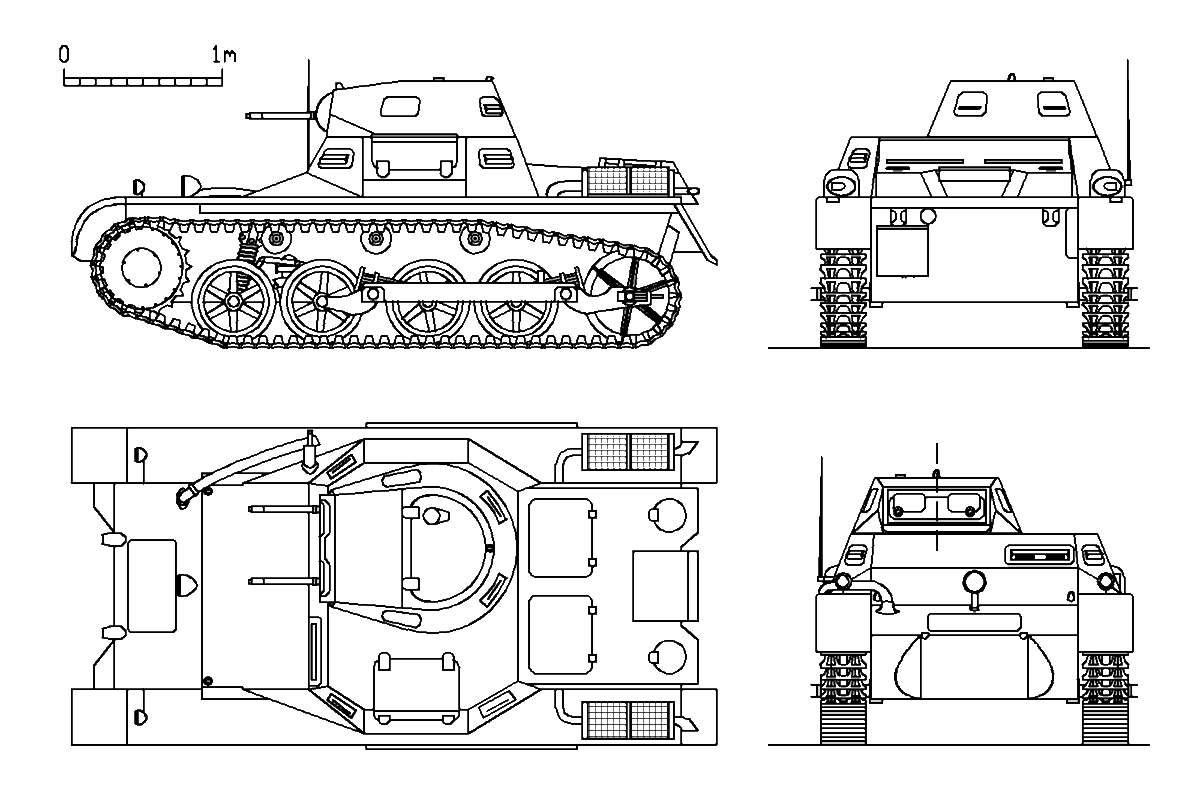
المخطط التصميمي لدبابة بانزر-1

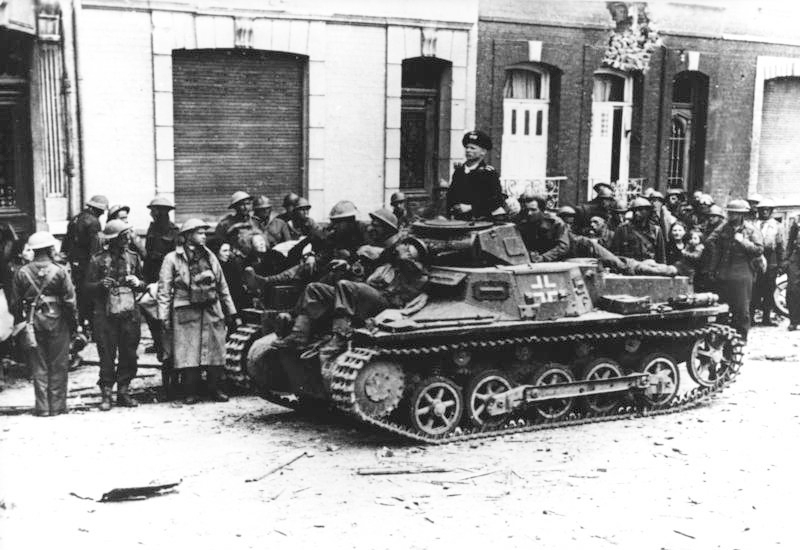
بانزر-1 في فرنسا

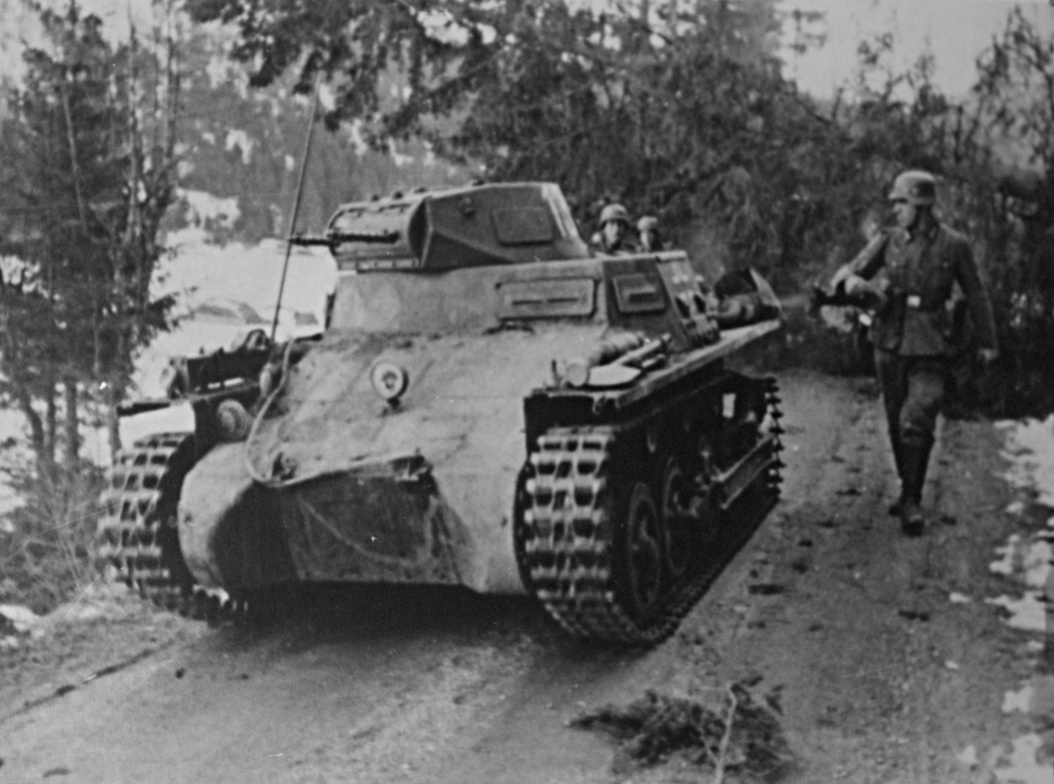
بانزر-1 بالنرويج 1941

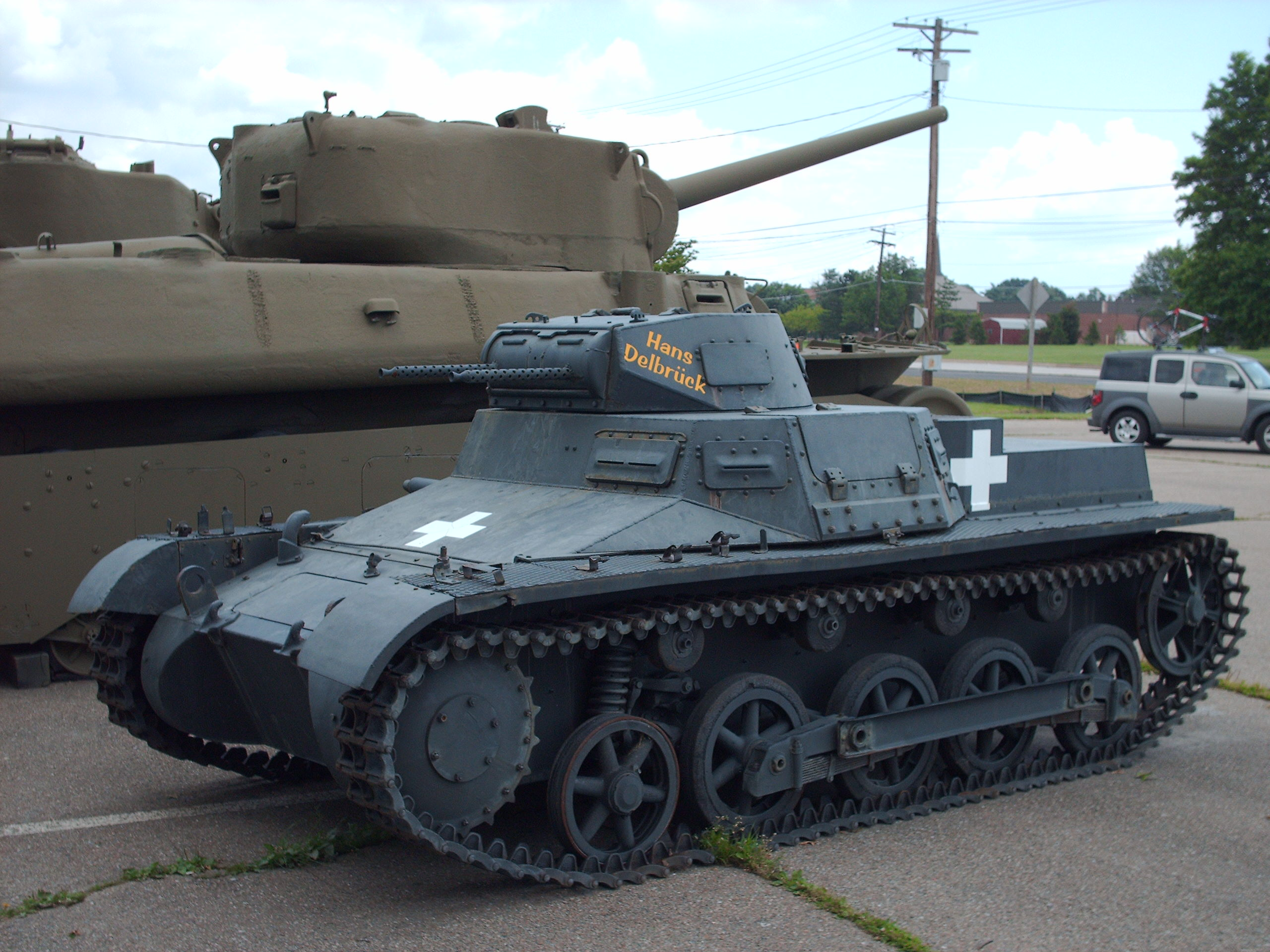
دبابة بانزر-1

رسم توضيحي لدروع دبابة بانزر-1

في أوائل عام 1926 اشتركت عدة شركات ألمانية منها شركة راينميتال ودايملر بنز في صنع نموذج أولي مسلح بمدفع عيار 75 ملم أطلق على النموذج بالوثائق الرسمية اسم رمزي هو «جرار كبير» (بالألمانية: Großtraktor) هدف هذا الاسم إلى اخفاء الهدف الأساسي من المركبة. بعد سنتين أنتج نموذج جديد حمل اسم «جرار صغير» (بالألمانية: Leichttraktor) سلح هذا النموذج بمدفع عيار 37 ملم. فيما بعد وضع «الجرار الكبير» في الخدمة ضمن فرقة البانز الأولى لفترة قصيرة بينما ظل «الجرار الصغير» تحت التجربة حتى عام 1935.
في نهاية العشرينيات وبداية الثلاثينات كان رواد النظرية الألمانية للدبابات والحرب المدرعة هما شخصان: الأول هو الجنرال أوسفالد لوتز مفتش القوات الآلية أما الثاني فهو رئيس أركان القوات الآلية المقدم هاينز جوديريان. كان جودريان هو الأكثر تأثيرا في النظرية الألمانية للحرب المدرعة إذ عممت الكثير من أفكاره على نحو واسع.
كانت التصورات الأولية لدى جودريان ترتكز على تشكيل فيالق مدرعة (بالألمانية: panzerkorps) تتألف من عدة أنواع من الدبابات تتضمن دبابات المشاة البطيئة المسلحة بمدفع من عيار صغير وعدة رشاشات آلية وكان يتوجب على دبابة المشاة أن تكون ثقيلة الدروع للحماية ضد المدافع المضادة للدروع. كذلك بنى جودريان تصورات حول دبابة سريعة لاختراق دفاعات العدو تكون مدرعة ضد المدافع المضادة للدروع ومسلحة بمدفع كبير من عيار 75 ملم وأخير دبابة ثقيلة مسلحة بمدفع ضخم عيار 150 ملم من أجل تدمير تحصينات العدو ودبابة كهذه تحتاج وزن ما بين 70 إلى 100 طن الأمر الذي لم يكن من الممكن تنفيذه على الإطلاق نظرا للقدرات التصنيعية في ذلك الوقت.
بعد وصول أدولف هتلر إلى رأس السلطة في ألمانيا وافق على تشكيل أول الفرق المدرعة بالجيش الألماني، وبتبسيط أفكاره السابقة أقترح جودريان تصميم دبابة قتال رئيسية والتي أصبحت فيما بعد دبابة بانزر-3 ودبابة اختراق والتي تمثلت بالبانزر-4. وبسبب عدم وجود تصميم طلب الجيش الألماني دبابة تمهيدية لتدريب طواقم الدبابات، وتمثلت هذه الدبابة بالبانزر-1.
ويرجع تاريخ دبابة البانزر-1 إلى العام 1932 حيث طلب من الشركات الإلمانية إنتاج مركبة أطلق عليها اسم رمزي هو «جرار زراعي» (بالألمانية: Landswirtschaftlicher Schlepper) طرحت شركة كروب في يوليو 1932 عن نموذجها "Landswerk Krupp A" سلح النموذج برشاشين من طراز قديم هو إم جي-13 عيار 7.92 ملم ومن المعروف أن الرشاشات سلاح غير مجدي ضد الدبابات وحتى أمام أخف الدبابات دروعا في ذلك الوقت الأمر الذي قيد دبابة البانزر-1 من الناحية التصميمية للعب دور مضاد للمشاة أو لأغراض التدريب.
قبل مكتب التسليح في الجيش الألماني نموذج شركة كروب وتم إنتاج نسخة معدلة عنه من الإجل بدء سلسلة الإنتاج وقد اشترك في تصميم النسخة المعدلة فريق مشترك من شركات دايملر بنز وكروب ومان وهنشل وراينميتال تم تبديل البرج في هذه النسخة من أجل برج دوار، قبل النموذج في الخدمة عام 1934 بعد تجربته. ظل يطلق على هذا النموذج اسم "La S" وهو اختصار (Landswirtschaftlicher Schlepper) أي جرار زراعي في الألمانية واسم
LKA اختصار (Landswerk Krupp A) حتى عام 1938 حيث تم إطلاق اسم Panzerkampfwagen I Ausführung. A بشكل رسمي، ويعني الاسم «مركبة قتال مدرعة الطراز أ».
تم إنتاج أول 15 دبابة ما بين فبراير ومارس 1934 ولم تحتوي هذه الدفعة من الدبابات على برج دوار وقد تم استخدامهم كدبابات تدريب. بعد ذلك انتقل الإنتاج للنسخة القتالية من الدبابة وهي فئة Ausf. A زودت هذه الفئة ببطانة من الفولاذ بسمك لا يتجاوز 13 ملم.، عانت هذه الفئة من عدة عيوب تصميمية منها ارتفاع درجة حرارة المحرك ومشاكل في نظام التعليق تسبب اهتزازا للمركبة خلال سيرها في السرعات العالية، تألف طاقم دبابة بانزر-1 من فردين هما آمر الدبابة والسائق، يجلس السائق في مقدمة الدبابة داخل البدن بينما يتخذ الآمر موقعه داخل البرج حيث يمكنه التصويب والرمي بالرشاشات الآلية، ويمكن لكل من الآمر والسائق أن يتحادثا عن طريق أنبوب صوتي يربطهما ببعض. تشمل ذخيرة الرشاشات في البانزر-1 على 5 صناديق تحوي العديد من مخازن الرصاص ذات الـ 25 رصاصة.، العدد الإجمالي من الدبابات التي أنتجت من الفئة Ausf. A يتراوح ما بين 833 و818 نسخة.
تم تجاوز العديد من العيوب التي واجهتها الفئة A بالفئة الجديدة B حيث استبدل المحرك بآخر جديد من شركة مايباخ يتألف المحرك الجديد من 6 أسطوانات وبقوة 98 حصان وهو مبرد بالمياه، إضافة إلى المحرك غُير المناول الترسي بآخر أحدث، وقد استلزم المحرك الجديد توسعة إضافية لهيكل الدبابة بمقدار 40 سم في طول الدبابة، وأزداد وزن الفئة الجديدة بمقدار 0.4 طن وبدأ إنتاجها في أغسطس 1935 وانتهى في 1937 ليبلغ الإنتاج الإجمالي من الفئة B نحو 840 دبابة.

### المعلومات التقنية
| المعلومات التقنية لدبابة بانزر-1 |                                               |                                                    |                                                  |                                                  |
|                                  | الفئة A                                       | الفئة B                                            | الفئة C                                          | الفئة F                                          |
| 0الخصائص العامة                  |                                               |                                                    |                                                  |                                                  |
| الوزن القتالي                    | 5,4 طن                                        | 6,0 طن                                             | 8,0 طن                                           | 20 طن                                            |
| الطول                            | 4,02 م                                        | 4,42 م                                             | 4,19 م                                           | 4,38 م                                           |
| العرض                            | 2,06 م                                        | 2,06 م                                             | 1,92 م                                           | 2,64 م                                           |
| الارتفاع                         | 1,72 م                                        | 1,72 م                                             | 1,94 م                                           | 2,05 م                                           |
| الطاقم                           | 2                                             | 2                                                  | 2                                                | 2                                                |
| السنة                            | 1934–1936                                     | 1935–1937                                          | 07–12/‏1942                                       | 06–12/‏1942                                       |
| عدد الدبابات                     | 818                                           | 675                                                | 40                                               | 30                                               |
| التسليح                          | 2 x إم جي-13 (7,92مم)                         | =                                                  | مدفع آلي عيار 20 ملم رشاش إم جي-34 عيار 7,92 مم  | 2 x إم جي-34 (7,92 مم)                           |
| الذخيرة                          | 1525 طلقة                                     | =                                                  |                                                  |                                                  |
| التدريع                          |                                               |                                                    |                                                  |                                                  |
| المقدمة                          | 13 مم/ 27–63°                                 | =                                                  | 30 مم/ 20–80°                                    | 80 مم/ 20–80°                                    |
| الجوانب                          | 13 مم / 70–90°                                | =                                                  | 20 مم / 82–90°                                   | 50 مم/ ~ 90°                                     |
| المؤخرة                          | 13 مم/ 50–75°                                 | =                                                  | 20 مم/ 30–75°                                    | 50 مم/ 14–75°                                    |
| السقف                            | 6 مم/ 0–50°                                   | =                                                  | 10 / 0°                                          | 25 مم/ 0°                                        |
| القاع                            | 6 مم/ 0°                                      | =                                                  | 10 مم/ 0°                                        | 25 مم/ 0°                                        |
| مقدمة البرج                      | 13 مم/ 80°                                    | =                                                  | 30 مم/ 80–90°                                    | 80 مم/ ~ 90°                                     |
| صفيحة البرج                      | 13 مم/ مقوسة                                  | =                                                  | 30 مم/ مقوسة                                     | 80 مم/ شديدة التقوس                              |
| جوانب البرج                      | 13 مم/ 68°                                    | =                                                  | 20 مم/ ~ 70°                                     | 50 مم/ ~ 70°                                     |
| مؤخرة البرج                      | 13 مم/ 68°                                    | =                                                  | 20 مم/ ~ 70°                                     | 50 مم                                            |
| سقف البرج                        | 8 مم/ 0°                                      | =                                                  | 10 مم / 0°                                       | 25 مم/ 0°                                        |
| الحركة                           |                                               |                                                    |                                                  |                                                  |
| المحرك                           | كروب M-305 محرك بنزين 4 أسطوانات مبرد بالهواء | مايباخ NL 38 TR محرك بنزين 6 أسطوانات مبرد بالمياه | مايباخ HL 45P محرك بنزين 6 أسطوانات مبرد بالمياه | مايباخ HL 45P محرك بنزبن 6 أسطوانات مبرد بالمياه |
| الأداء                           | 57 حصان (2500 دورة بالدقيقة)                  | 100 حصان (3000 دورة بالدقيقة)                      | 150 حصان (3800 دورة بالدقيقة)                    | 150 حصان (3800 دورة بالدقيقة)                    |
| حجم المحرك                       | 3460 سم³                                      | 3790 سم³                                           | 4678 سم³                                         | 4678 سم³                                         |
| ناقل الحركة (أمام/خلف)           | 5 / 1                                         | 5 / 1                                              | 6 / 1                                            | 4 / 1                                            |
| القوة على الوزن                  | 11,1 حصان/طن                                  | 16,7 حصان/طن                                       | 18,8 حصان/طن                                     | 7,1 حصان/طن                                      |
| السرعة                           | 37 كم/س                                       | 40 كم/س                                            | 65 كم/س                                          | 25 كم/س                                          |
| كمية الوقود                      | 144 لترا                                      | 146 لترا                                           |                                                  |                                                  |
| المدى                            | 145 كم (على الطريق) 100 كم (خارج الطريق)      | 140 كم (على الطريق) 115 كم (خارج الطريق)           | 300 كم (على الطريق)                              | 150 كم (على الطريق)                              |
| عرض الجنزير                      | 28 سم                                         | 28 سم                                              | 39 سم                                            | 54 سم                                            |
| الضغط على الأرض                  | 0,40 كجم/سنتيمتر مربع                         | 0,42 كجم/سنتيمتر مربع                              | 0,84 كجم/سنتيمتر مربع                            | 0,46 كجم/سنتيمتر مربع                            |
| ارتفاع المركبة                   | 29 سم                                         | 29 سم                                              |                                                  |                                                  |

## دبابات شقيقة

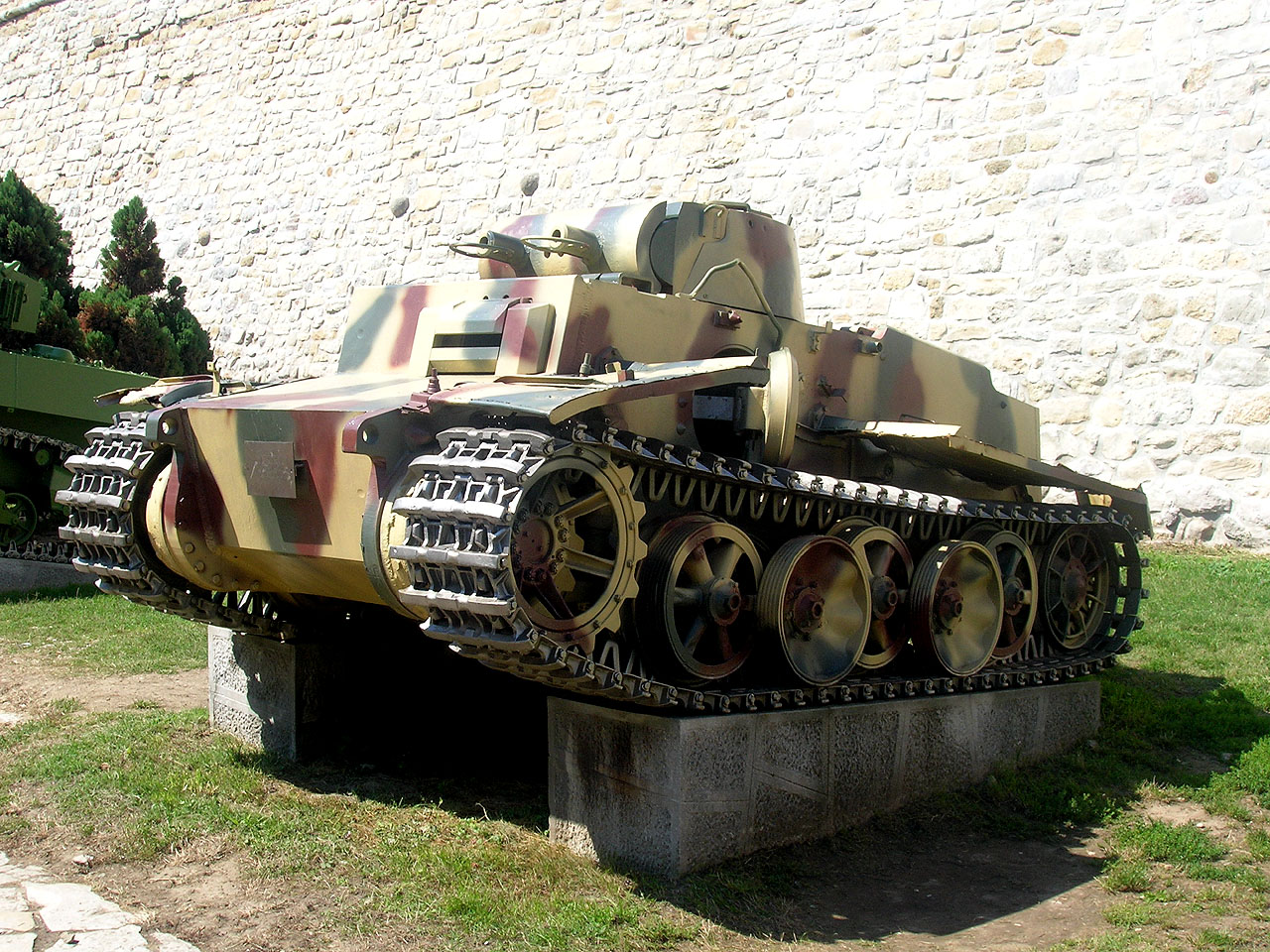
دبابة بانزر-1 الفئة F

تم إنتاج المزيد من النسخ القتالية من البانزر-1 ما بين أعوام 1939 و1942، وخلال تلك الفترة كانت المفاهيم التصميمة قد تحولت نحو إنتاج الدبابات المتوسطة والثقيلة، ولم يكن لدى ألمانيا آنذاك العدد الكافي من أي الصنفين.
الفئات الجديدة من البانزر-1 كانت مغايرة للفئات السابقة ولم تكن تشترك معها إلا بالاسم. تم تصميم الفئة C من قبل شركتي كروسمافي ودايملربنز عام 1939 من أجل توفير دبابة استطلاع خفيفة. تميزت الفئة الجديدة Ausf. C بهيكل معدني وبرج جديدين إضافة إلى نظام تعليق حديث. كما زيد في سماكة الدرع لتصل إلى 30 ملم أي ضعف ما لدى الفئة A أو الفئة B من دروع، سلحت هذه الفئة بمدفع عيار 20 ملم، بلغ إجمالي ما أنتج من هذه الفئة 40 دبابة. إضافة إلى ستة نماذج.
الفئة الأخرى هي الفئة Ausf. F وقد صممت كدبابة دعم مشاة وتبلغ سماكة درعها 80 ملم وهي تزن ما بين 18 و21 طنا.

## التاريخ القتالي

### الحرب الأهلية الإسبانية
|         | تي-26       | بانزر-1             | سي في.33   | سي في.35   |
| الوزن   | 9.4 طن      | 5.4 طن              | 3.15 طن    | 2.3 طن     |
| التسليح | مدفع 45 ملم | 2× 7.92 مم إم جي-13 | رشاش 8 ملم | رشاش 8 ملم |
| الذخيرة | 122 طلقة    | 2,250 طلقة          | 3,200 طلقة | 3,200 طلقة |
| المدى   | 175 كم      | 200 كم              | 125 كم     | 125 كم     |
| الدرع   | 7–16 مم     | 7–13 مم             | 5–15 مم    | 5–13.5 مم  |

في 28 يوليو 1936 اندلعت الحرب في شبه الجزيرة الإيبيرية وأصبحت إسبانيا في حالة حرب أهلية بين «الجبهة الشعبية» (الجمهوريون) وبين الجبهة القومية الإسبانية وقد تمكن الطرفان من الحصول على الدعم الخارجي لاسيما من الاتحاد السوفييتي وألمانيا اللتان سعتا إلى تجربة الأسلحة وأساليب القتال خلال الحرب الأهلية الإسبانية.
وصلت أول شحنة دبابات أجنبية إلى إسبانيا في 15 أكتوبر 1936 قادمة من الاتحاد السوفيتي وتألفت الشحنة من 50 دبابة تي-26 وكانت شحنة الأسلحة السوفيتية تحت مراقبة البحرية الألمانية، لترد ألمانيا بعد أيام قليلة بإرسال 41 دبابة «بانزر-1» (38 دبابة من الفئة A و3 دبابات قيادة من الفئة B)‏ وكانت شحنة الأسلحة الألمانية هي الدفعة الأولى للدبابات التي أرسلت لإسبانيا تبعتها 4 شحنات من الفئة B ‏ ليصل مجموع عدد الدبابات التي شحنت إلى إسبانيا 122 دبابة.
وصلت أول شحنة دبابات ألمانية بقيادة المقدم فيلهلم ريتر فون توما وانتظمت ضمن قيادة القوات البرية لجيش الكندور الألماني الذي قاتل جنبا إلى جنب مع قوات الجنرال فرانكو.
| التاريخ        | العدد | ملاحظات         |
| -------------- | ----- | --------------- |
| أكتوبر 1936    | 41    | ضمن جيش الكندور |
| ديسمبر 1936    | 21    |                 |
| أغسطس 1937     | 30    |                 |
| نهاية عام 1937 | 10    |                 |
| يناير 1939     | 30    |                 |
| المجموع:       | 122   |                 |

وكان القوميون خلال الحرب قد حققوا انتصارات سريعة ما بين يوليو وأكتوبر وتمكنوا من الاستيلاء على أشبيلية وطليطلة الأمر الذي شجعهم على التقدم نحو العاصمة الإسبانية مدريد والاستيلاء عليها.
واصل القوميون تقدمهم نحو مدريد وتمكنوا من الاستيلاء على بلدة إيليسكاس الواقعة في جنوب مدريد في 18 أكتوبر 1936 مما تسبب في هروب أعضاء حكومة الجمهورية الإسبانية الثانية بمن فيهم الرئيس مانويل أثانيا إلى برشلونة وبلنسية
وكمحاولة لوقف تقدم القوميين ومن أجل كسب الوقت لتدعيم دفاعات مدريد تم نشر الدبابات السوفييتية في جنوب المدينة تحت قيادة العقيد كريفوشين قبل نهاية شهر أكتوبر.
في الوقت ذاته قامت عدة دبابات تي-26 بقيادة النقيب باول أرمان بهجوم مضاد نحو بلدة توريخون دي فيلاسكو في محاولة لقطع الطريق على القوميين ومنعهم من التقدم شمالا باتجاه مدريد، كانت هذه أول معركة دبابات في الحرب الأهلية الإسبانية، وعلى الرغم من النجاح الأولي تسبب سوء الاتصال بين الدبابات السوفييتية وبين مشاة القوات الجمهوريين بمحاصرة قوات النقيب أرمان وتدمير عدد من دباباته.

### الحرب العالمية الثانية
شكلت الدبابات الخفيفة بما في ذلك البانزر-1 أكثريت دبابات الجيش الألماني خلال المراحل الأولى للحرب العالمية الثانية. وخلال عملية ضم النمسا في مارس 1938 واجهت دبابات الجيش الألماني أعطال ميكانيكية بلغت نسبتها حوالي 30%
بالرغم من ذلك فقد كشفت تلك التجربة لجودريان عدة أخطاء ضمن فيالق الدبابات وقام بعدها بتطوير الدعم اللوجستي.

#### اجتياح بولندا

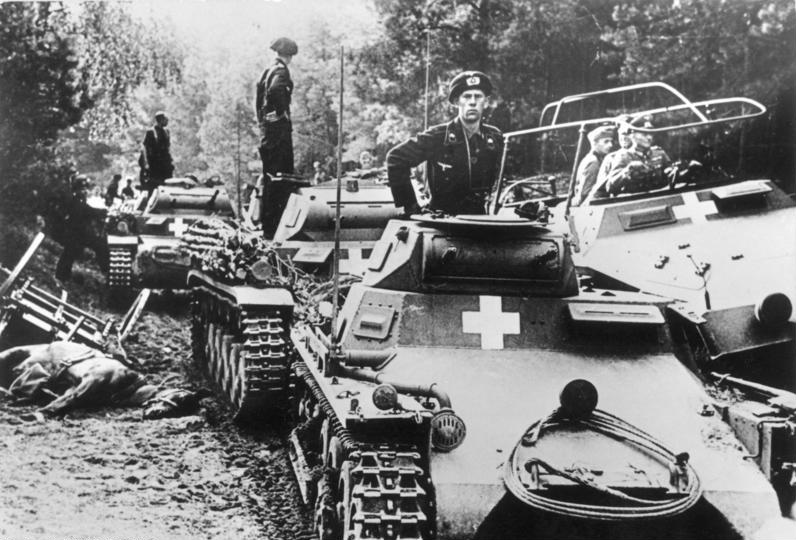
دبابات بانزر-1 خلال غزو بولندا في سبتمبر 1939

في 1 سبتمبر 1939 غزت القوات الألمانية بولندا بقوة مؤلفة من 72 فرقة منها 7 فرق بانزر (الفرقة الأولى والثانية والثالثة والرابعة والخامسة والعاشرة وفرقة كيمبف) إضافة إلى 4 فرف خفيفة. انتظمت الفرق 72 في خمسة جيوش في مجموعتين.
ضمت فرقة البانزر الأولى نحو 14 دبابة بانزر-1 في كل كتيبة فيما ضمت الفرقة الست الباقية نحو 34 دبابة بانزر-1 على مستوى الكتائب بالفرقة. ومن بين 2,700 دبابة توفرت للجيش الألماني خلال غزو بولندا كان هناك 310 دبابات ثقيلة فقط من طرازي بانزر-3 وبانزر-4 و350 دبابة تشيكية فيما كانت باقي دبابات الجيش الألماني من طرازي بانزر-1 وبانزر-2.
كان الغزو الألماني سريعا واستسلمت آخر جيوب المقاومة البولندية في 6 أكتوبر. استغرقت الحملة بكاملها 5 أسابيع (مع مساعدة القوات السوفيتية التي غزت بولندا من الشرق في 17 سبتمبر) وكان نجاح الدبابات الألمانية قد لخص بأجابه في 5 سبتمبر حينما سئل هتلر: هل الطائرات القاذفة هي التي دمرت كتائب المدفعية البولندية فأجابه جوديريان: «لا، دباباتنا!» 
بلغت خسائر البولنديين نحو 190,000 فرد (منهم 66,300 قتيل) فيما بلغت الخسائر الألمانية 55,000 فرد (منهم 35,000 جريح). أما خسائر الدبابات الألمانية فبلغت 832 دبابة (320 بانزر-1 و259 بانزر-2 و40 بانزر-3 و76 بانزر-4 و77 بانزر 35 و13 دبابة قيادة طراز بانزر-3 و34 دبابة قيادة من طراز بانزر 38)
وقد أصلحت جميع الدبابات فيما عدا 341 دبابة. وظهر خلال الحملة البولندية أن البانزر-1 كانت أكثر الدبابات الألمانية ضعفا في مواجهة الأسلحة البولندية المضادة للدبابات.

#### الجبهة الغربية
رغم قدم البانزر-1 إلا أنها شاركت بعملية غزو فرنسا في مايو 1940. فمن بين 2,574 دبابة جاهزة للاستخدام بالهجوم كان هنالك ما لا يقل عن 523 دبابة بانزر-1. فقد كانت البانزر-1 تشكل خمس الدبابات الألمانية فيما شكلت الدبابات الخفيفة أربعة أخماس إجمالي الدبابات الألمانية منهم 955 بانزر-2 و106 بانزر 35 و228 بانزر 38 فيما بلغ عدد الدبابات المتوسطة 627 دبابة من طرازي بانزر-3 وبانزر-4
امتلك الفرنسيون 4,000 دبابة منهم 3,000 دبابة خفيفة، ونحو 300 دبابة تشار بي1 ثقيلة و250 دبابة ساموا إس-35 متوسطة. حظيت الدبابات الألمانية بميزة أساسية مقارنة بما لدى الفرنسيين وحلفائهم البريطانيين وهي أجهزة اللاسلكي التي اتاحت للدبابات التنسيق في ما بينها.

## التصدير

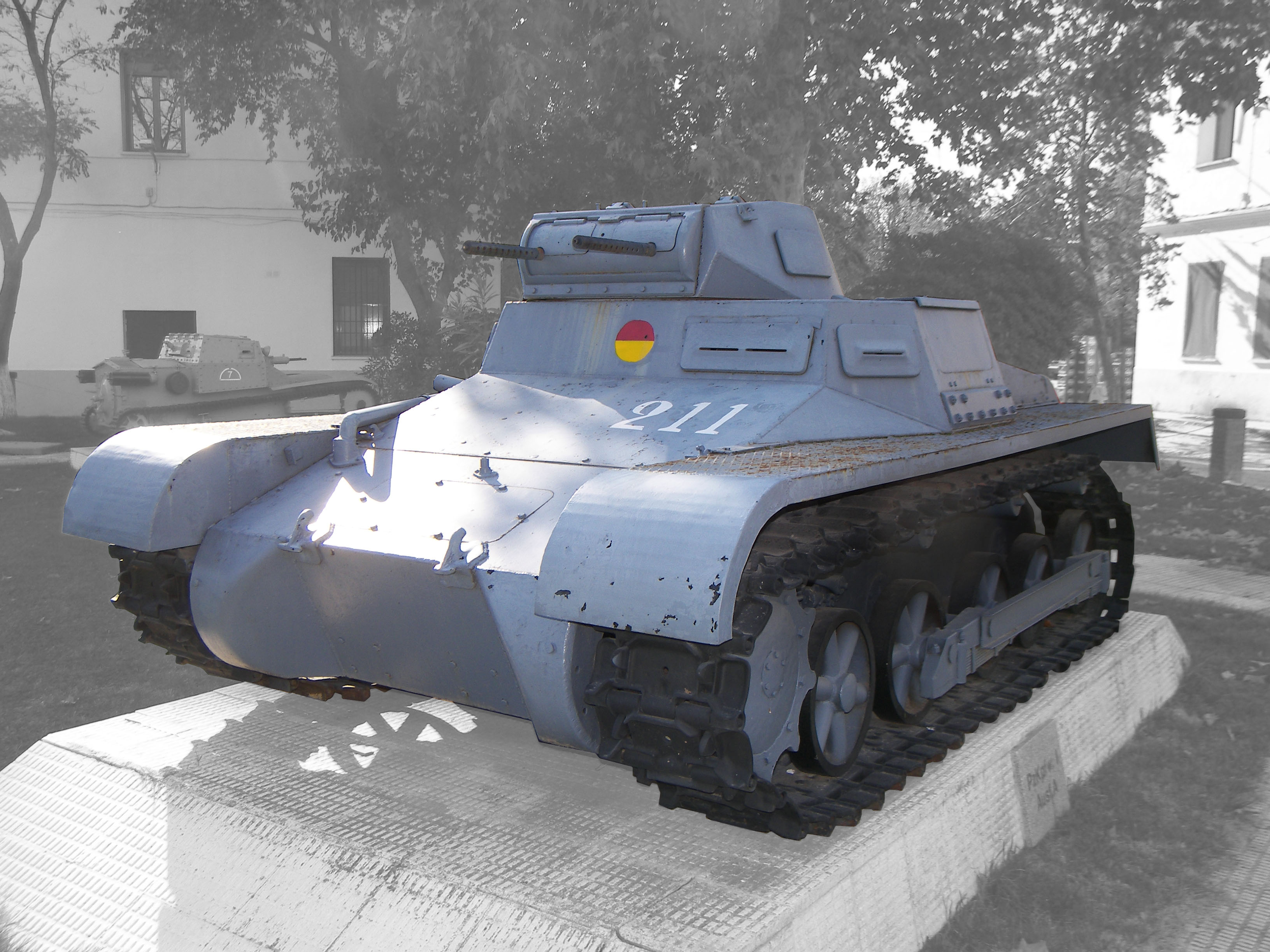
دبابة بانزر-1 إسبانية

- إسبانيا: خلال الحرب الأهلية الإسبانية أرسلت ألمانيا النازية 122 دبابة بانزر-1 [49] وحتى عام 1945 كانت فرقة برونيت المدرعة في إسبانيا تضم 93 دبابة بانزر-1، وقد ظلت دبابات بانزر-1 تخدم في الجيش الأسباني حتى عام 1954 حين تم استبدالهم بالدبابات الأمريكية الأحدث إم-47 باتون.[50]
- بلغاريا: صممت نسخة تصديرية من دبابة البانزر-1 الفئة B من أجل الجيش البلغاري خلال عامي 1935 و1936، وقد حملت الفئة البلغارية اسم L.K.B. اختصار (Leichte Kampfwagen B) شملت التعديلات التي أدخلت على النسخة البلغارية تركيب مدفع عيار 20 ملم ومحرك بنزين جديد من طراز كروب  M 311 V-8. وعلى الرغم من تصنيع 3 دبابات من هذه الفئة لكن أيا منها لم يرسل إلى بلغاريا. وكانت بلغاريا قبلها قد أشترت دبابة واحدة من الطراز Ausf. A.
- الصين: في عام 1937 صدرت 10 دبابات بانزر-1 من الفئة A إلى الصين حيث استعملت ضد اليابانيين خلال الحرب اليابانية الصينية الثانية.
- المجر: في عام 1942 صدرت 8 دبابات بانزر-1 من الفئة B و6 مركبات قيادة.[51]

## الهوامش
1. ↑  Guderian, Achtung-Panzer!, p. 133
2. ↑  Gander, Tanks & Armour: Panzerkampfwagen I & II, pp. 6–7
3. ↑  Perett, German Light Panzers: 1932–42, p.4
4. 1 2  Franco, Panzer I: El Inicio de una Saga, p.3
5. ↑  Franco, Panzer I: El Inicio de una Sage, p.3; Gander, Tanks & Armour: Panzerkampfwagen I & II, p.7
6. ↑  See: Achtung-Panzer!, first released in German in 1937.
7. ↑  Guderian, Achtung-Panzer!, pp.169–170 for a detailed look into Guderian's theories.
8. ↑  Gander, Tanks & Armour: Panzerkampfwagen I & II, p. 9
9. 1 2  McCarthy, Panzerkrieg, p.31
10. ↑  Franco, Panzer II, pp.4–5
11. ↑  Perett, German Light Panzers, p. 4
12. ↑  Franco, Panzer I, pp. 5–6
13. ↑  Franco, Panzer I, p.6
14. 1 2  Gander, Tanks & Armour: Panzerkampfwagen I & II, p. 10
15. ↑  Perrett, German Light Panzers, pp.5–6
16. ↑  Specifically, there was an eight magazine bin in the turret, and four bins in the hull containing 8, 20, 6 and 19 magazines, respectively. For more information see Perrett, German Light Panzers, p. 6
17. ↑  Franco, Panzer I, p. 10
18. ↑  Gander, Tanks & Armour: Panzerkampfwagen I & II, p. 11
19. ↑  Franco, Panzer I, p. 22
20. ↑  Gander, Tanks & Armour: Panzerkampfwagen I & II, p. 14
21. ↑  Franco, Panzer I, pp. 37–38
22. ↑  Franco, Panzer I, p. 37
23. ↑  Franco, Lucas Molina (2005). Panzer I: El inicio de una saga (بالإسبانية). Madrid, Spain: AF Editores. p. 613. ISBN:84-96016-52-8.
24. ↑  Franco, Lucas M. (2006). "El Tanque de la Guerra Civil Española" in Historia de la Iberia Vieja, No. 13. ISSN 1699-7913
25. ↑  Miller, Illustrated Directory of Tanks and Fighting Vehicles: From World War I to the Present Day, p. 164
26. ↑  Candil, Soviet Armor in Spain: Aid Mission to Republicans Tested Doctrine and Equipment.
27. ↑  Candil, Soviet Armor in Spain, p. 32; for reference, Wikipedia's تي-26 article includes a table of every shipment of T-26Bs to Spain throughout the entirety of the war.
28. ↑  García, Las Armas de la Guerra Civil Española, p. 308
29. ↑  Perrett, German Light Panzers, p. 46
30. ↑  García, Las Armas de la Guerra Civil Española, p. 311.
31. ↑  Ramos, La Legión Cóndor en la Guerra Civil, p. 96
32. ↑  García, José María (2006). Las Armas de la Guerra Civil Española (بالإسبانية). 28002 Madrid: La Esfera de los Libros. p. 613. ISBN:84-9734-475-8. {{استشهاد بكتاب}}: الوسيط author-name-list parameters تكرر أكثر من مرة (help)صيانة الاستشهاد: مكان (link)
33. ↑  Beevor, The Spanish Civil War, pp. 97–104
34. ↑  Moa, Los Mitos de la Guerra Civil, p. 323.
35. ↑  Candil, Soviet Armor in Spain, p. 32
36. 1 2  McCarthy, Panzerkrieg, p. 51
37. ↑  Perrett, German Light Panzers, pp. 35–37
38. ↑  McCarthy, Panzerkrieg, p. 42
39. ↑  Perrett, German Light Panzers, pp. 37
40. ↑  McCarthy, Panzerkrieg, pp. 50–51
41. ↑  McCarthy, Panzerkrieg, p. 59
42. ↑  Guderian, Panzer Leader, p. 73
43. ↑  Wojna Obronna Polski 1939, page 851
44. 1 2  Fritz Hahn, Waffen und Geheimwaffen des deutschen Heeres 1933–1945, Polen 1939
45. ↑  McCarthy, Panzerkrieg, p. 60
46. ↑  Guderian, Panzer Leader, p. 472
47. ↑  McCarthy, Panzerkrieg, p. 72
48. ↑  McCarthy, Panzerkrieg, p. 73
49. ↑  García, Las Armas de la Guerra Civil Española, p.311
50. ↑  Franco, La Brunete: Primera Parte, p. 31
51. ↑  Franco, Panzer I, p. 64